# Novo Horizonte do Sul
Novo Horizonte do Sul, amtlich Município de Novo Horizonte do Sul, ist eine Stadt im brasilianischen Bundesstaat Mato Grosso do Sul in der Mesoregion Süd-West in der Mikroregion Iguatemi.

## Geografie

### Lage
Die Stadt liegt 326 km von der Hauptstadt des Bundesstaates (Campo Grande) und 1250 km von der Landeshauptstadt (Brasília) entfernt. Die Stadt grenzt an Jateí und Ivinhema.

### Gewässer
Die Stadt steht unter dem Einfluss des Rio Paraná, der zum Flusssystem des Río de la Plata gehört. Durch das Stadtgebiet fließt der Rio Guiraí als rechter Nebenfluss des Rio Ivinhema, der in den Rio Paraná.

### Vegetation
Das Gebiet ist ein Teil der Cerrados (Savanne Zentralbrasiliens).

### Klima
In der Stadt herrscht subtropisches Klimas (CFA). Die durchschnittliche Temperatur des kältesten Monat liegt zwischen 14 °C und 15 °C.  Die Jahresniederschlagsmenge variiert von 1400 bis 1700 mm.

## Verkehr
Die Landesstraße MS-475 endet in der Stadt.

## Durchschnittseinkommen und HDI
Das Durchschnittseinkommen lag 2011 bei 14.799 Real, der Index der menschlichen Entwicklung (HDI) bei 0,649.